# Jin Gotō
Jin Gotō (後藤 仁, Gotō Jin), né en 1968 dans préfecture de Hyōgo, est un peintre japonais de l'école nihonga et un album illustré.

## Biographie
Gotō naît à Hyōgo en 1968. Son oncle est fabricant de karakuri ningyō. En 1986, il est présent lors de l'Exhibition of students à la National Gallery of Victoria en Australie. En 1988, il est diplômé des cours de beaux-arts Kogei d'Osaka et étudie la peinture auprès de Takashi Murakami pendant deux ans. À partir de 1995, il restaure des documents japonais en cuir doré (金唐革紙 Kinkarakawashi, sorte de papier de grande qualité peint à la main) au Irifuneyama Memorial Hall à Kure, au Ijokaku à Kobe et au jardin de Kyū-Iwasaki-tei à Tokyo (classé bien culturel important national),. En 1996, il est diplômé de l'université des arts de Tokyo et devient élève de Sumio Gotō,. De 1996 à 2010, une fois par an, il montre son travail à l'Exposition de Nihonga par Syonokai dans le grand magasin Matsuzakaya à Ginza. En 2007, son travail précédent est exposé au British Museum et au Victoria and Albert Museum à Londres,.
Goto possède un studio dans la préfecture de Chiba. Il voyage pour réaliser des esquisses dans toute l'Asie et peint des tableaux de femmes (bijinga). Il a exposé au British Museum, au musée d'art métropolitain de Tokyo, au musée d'art d'Osaka, au musée du papier à Tokyo etc. Il enseigne la peinture nihonga et bijinga au NHK Culture Center et au centre culturel Yomiuri de la Nippon Television,,,,,.

## Livres illustrés
- La fille aux longs cheveux - Changfamei (vieux conte chinois du peuple Dong)[8],[9],[10].
- Le Prince changé en chien (vieux conte du Tibet)[11],[12].

## Source de la traduction
- (en) Cet article est partiellement ou en totalité issu de l’article de Wikipédia en anglais intitulé « Jin Goto » (voir la liste des auteurs).